# Амарило
Амарило (енгл. Amarillo) град је и седиште округа Потер у савезној држави Тексас, САД. По попису из 2010, град је имао 190.695 становника и налазио се на 14. месту по броју становника у Тексасу. У метрополитанском подручју Амарила, које захвата територију четири округа, по попису из 2010. живи 216.113 становника.
Град се налази у близини подручја где се налазе велике резерве гаса и нафте а које обухвата 800 km² у 8 округа. У делу у округу Потер налазе се највеће резерве природног гаса у САД.

## Географија
Амарило се налази на надморској висини од 1.099 m.

### Клима
| Клима (Амарило)            | Клима (Амарило) | Клима (Амарило) | Клима (Амарило) | Клима (Амарило) | Клима (Амарило) | Клима (Амарило) | Клима (Амарило) | Клима (Амарило) | Клима (Амарило) | Клима (Амарило) | Клима (Амарило) | Клима (Амарило) | Клима (Амарило) |
| Показатељ \ Месец          | .Јан.           | .Феб.           | .Мар.           | .Апр.           | .Мај.           | .Јун.           | .Јул.           | .Авг.           | .Сеп.           | .Окт.           | .Нов.           | .Дец.           | .Год.           |
| -------------------------- | --------------- | --------------- | --------------- | --------------- | --------------- | --------------- | --------------- | --------------- | --------------- | --------------- | --------------- | --------------- | --------------- |
| Средњи максимум, °C (°F)   | 9,4 (48,9)      | 11,6 (52,9)     | 16,4 (61,5)     | 21,9 (71,4)     | 26,2 (79,2)     | 30,9 (87,6)     | 33,2 (91,8)     | 31,7 (89,1)     | 27,7 (81,9)     | 22,5 (72,5)     | 15,4 (59,7)     | 10,4 (50,7)     | 21,4 (70,5)     |
| Средњи минимум, °C (°F)    | −6,0 (21,2)     | −3,6 (25,5)     | 0,4 (32,7)      | 5,6 (42,1)      | 10,9 (51,6)     | 15,9 (60,6)     | 18,6 (65,5)     | 17,7 (63,9)     | 13,6 (56,5)     | 6,9 (44,4)      | 0,2 (32,4)      | −4,6 (23,7)     | 6,3 (43,3)      |
| Количина падавина, mm (in) | 13 (5,1)        | 15 (5,9)        | 24 (9,4)        | 25 (9,8)        | 63 (24,8)       | 94 (37)         | 66 (26)         | 82 (32,3)       | 51 (20,1)       | 35 (13,8)       | 17 (6,7)        | 11 (4,3)        | 497 (195,7)     |
| [ тражи се извор ]         |                 |                 |                 |                 |                 |                 |                 |                 |                 |                 |                 |                 |                 |

## Демографија
Према попису становништва из 2010. у граду је живело 190.695 становника, што је 17.068 (9,8%) становника више него 2000. године.
|                   | 2010.            | 2000.            |
| Укупно            | 190 695 (100,0%) | 173 627 (100,0%) |
| Белци             | 113 929 (59,74%) | 118 821 (68,43%) |
| Хиспаноамериканци | 54 881 (28,78%)  | 37 947 (21,86%)  |
| Афроамериканци    | 12 632 (6,624%)  | 10 358 (5,966%)  |
| Азијати           | 6 072 (3,184%)   | 3 563 (2,052%)   |
| Остали            | 3 181 (1,668%)   | 2 938 (1,692%)   |